# Unione Sportiva Torrese 1951-1952
Questa voce raccoglie le informazioni riguardanti la Torrese nelle competizioni ufficiali della stagione 1951-1952.

## Stagione
La stagione 1951-1952 fu la 30ª stagione sportiva del Savoia, la 7ª con il nome di Torrese.
Promozione 1951-1952: 14º posto

## Divise
| Manica sinistra · Maglietta · Manica destra · Pantaloncini · Calzettoni |

## Organigramma societario
Area direttiva
- Presidente:  Antonio Carotenuto poi  Emilio Ricciardi
- Dirigenti: Salvatore Izzo, Giuseppe Villano

Area tecnica
- Allenatore:  Ruggero Zanolla poi  Renato Tofani

Area sanitaria
- Staff medico: Giuseppe Esposito, Carlo Minervino
- Massaggiatori: Nunzio Mastromarino

## Rosa
| N. |                   | Ruolo | Calciatore                   |
| -- | ----------------- | ----- | ---------------------------- |
|    | Italia (bandiera) | P     | Ugo Frassinelli I            |
|    | Italia (bandiera) | P     | Alberto Nasto                |
|    | Italia (bandiera) | D     | Luigi Lenzi                  |
|    | Italia (bandiera) | C     | Luigi Barbano                |
|    | Italia (bandiera) | C     | Giulio Negri                 |
|    | Italia (bandiera) | A     | Armando Salvatore            |
|    | Italia (bandiera) | A     | Ruggero Zanolla (Allenatore) |
|    | Italia (bandiera) |       | Tobia Ammendola              |
|    | Italia (bandiera) |       | Eugenio Calleri              |
|    | Italia (bandiera) |       | Antonio Colica               |
|    | Italia (bandiera) |       | Salvatore Esposito           |
|    | Italia (bandiera) |       | Giovanni Frassinelli II      |

| N. |                   | Ruolo | Calciatore         |
| -- | ----------------- | ----- | ------------------ |
|    | Italia (bandiera) |       | Pasquale Gagliardi |
|    | Italia (bandiera) |       | Antonio Giglio     |
|    | Italia (bandiera) |       | Antonio Gilbo      |
|    | Italia (bandiera) |       | Granata            |
|    | Italia (bandiera) |       | Giocondo Jetto     |
|    | Italia (bandiera) |       | Michele Merluzzo   |
|    | Italia (bandiera) |       | Palma              |
|    | Italia (bandiera) |       | Pazzaia            |
|    | Italia (bandiera) |       | Rodolfo Petrosino  |
|    | Italia (bandiera) |       | Oreste Re          |
|    | Italia (bandiera) |       | Roccati            |

## Calciomercato
| Acquisti | Acquisti          | Acquisti | Acquisti          |
| R.       | Nome              | da       | Modalità          |
| -------- | ----------------- | -------- | ----------------- |
| D        | Luigi Lenzi       |          | definitivo        |
| C        | Antonio Colica    |          | prestito militare |
| A        | Giocondo Jetto    | Pollese  | definitivo        |
|          | Antonio Giglio    | Pollese  | definitivo        |
|          | Granata           | Sessana  | definitivo        |
|          | Matteini          |          | definitivo        |
|          | Rodolfo Petrosino | Pollese  | definitivo        |
|          | Oreste Re         | Scalea   | definitivo        |

| Cessioni | Cessioni              | Cessioni | Cessioni   |
| R.       | Nome                  | a        | Modalità   |
| -------- | --------------------- | -------- | ---------- |
| D        | Antonio Del Giudice   |          | definitivo |
| C        | Giovanni Resmini      |          | definitivo |
| A        | Giovanni Castagnola   |          | definitivo |
|          | Giovanni Bagni        |          | definitivo |
|          | Pasquale Castelluccio |          | definitivo |
|          | Carlo Di Lauro        |          | definitivo |
|          | Giovanni Giovannini   |          | definitivo |
|          | Leonardo Sfera        |          | definitivo |
|          | Zamboni               |          | definitivo |

## Risultati

### Campionato Promozione

#### Girone di andata
| Torre Annunziata 14 ottobre 1951 1ª giornata | Torrese         | 0 – 2 (tav.) | Paganese | Campo Formisano\| Arbitro: \| Grillo (Napoli) \| |
| Arbitro:                                     | Grillo (Napoli) |              |          |                                                  |

| Arbitro: | D'Angelo (Lecce) |

|                                               |           |  |
| Rodirosso 13’ (rig.) Villari 52’ D'Andrea 83’ | Marcatori |  |

| Torre Annunziata 28 ottobre 1951 3ª giornata | Torrese          | 0 – 0 | Gladiator | Campo Formisano\| Arbitro: \| Maurino (Napoli) \| |
| Arbitro:                                     | Maurino (Napoli) |       |           |                                                   |

| Arbitro: | Jadanza (Benevento) |

|                                                               |           |           |
| Paudice 7’, 70’ D'Alia 8’, 82’ De Cristoforo 35’ Lombardi 41’ | Marcatori | 86’ Jetto |

| Arbitro: | Magherino (San Severo) |

|  |           |                               |
|  | Marcatori | 24’ (rig.) Bertè 40’ Esposito |

| Arbitro: | Oriani (Pozzuoli) |

|            |           |               |
| Terrone 7’ | Marcatori | 64’ Gagliardi |

| Arbitro: | Natta (Napoli) |

|                     |           |           |
| Jetto 15’ Gilbo 73’ | Marcatori | 2’ Rosano |

| Arbitro: | Sebastio (Taranto) |

|  |           |                        |
|  | Marcatori | 13’ Merluzzo 74’ Jetto |

| Arbitro: | Santoliquido (Bari) |

|                                 |           |                         |
| Gagliardi 24’, 50’ Merluzzo 71’ | Marcatori | 23’, 65’, 68’ Matarazzo |

| Bagnoli 9 dicembre 1951 10ª giornata | Ilva Bagnolese     | 0 – 0 | Torrese | Campo Ilva\| Arbitro: \| Marani (Catanzaro) \| |
| Arbitro:                             | Marani (Catanzaro) |       |         |                                                |

| Arbitro: | Sebastio (Taranto) |

|                                                                       |           |  |
| Girardi 33’, 53’ Pretato 35’ Mentoglio 37’ Nasto 39’ (aut.) Carli 68’ | Marcatori |  |

| Arbitro: | De Petrillo (Taranto) |

|                            |           |                  |
| Jetto 9’, 82’ Merluzzo 52’ | Marcatori | 40’ (rig.) Luise |

| Arbitro: | Caputo (Casalnuovo di Napoli) |

|  |           |                                         |
|  | Marcatori | 42’ Bertolini 61’ Aliprandi 70’ Voliani |

| Arbitro: | Olivieri (Napoli) |

|                                  |           |                    |
| Fucile 45’ Tornei 50’ Vitolo 62’ | Marcatori | 81’ Frassinelli II |

| Arbitro: | Annoscia (Bari) |

|                                     |           |                              |
| Frassinelli II 12’ Lenzi 44’ (rig.) | Marcatori | 24’, 25’, 70’, 84’ Villicich |

| Arbitro: | Lambiglia (Lecce) |

|                                     |           |            |
| Andreoli 45’ Grilli 57’ (rig.), 89’ | Marcatori | 51’ Giglio |

| Arbitro: | Gianguzzi (Molfetta) |

|                                                   |           |           |
| Calleri 44’ Frassinelli II 46’ Gagliardi 56’, 77’ | Marcatori | 45’ Bruni |

#### Girone di ritorno
| Arbitro: | Perri (Catanzaro) |

|                                         |           |                              |
| Savastano l’ Bertoloni 30’ Franzese 45’ | Marcatori | 54’ Frassinelli II 61’ Jetto |

| Arbitro: | Sebastio (Taranto) |

|               |           |                          |
| Jetto 8’, 28’ | Marcatori | 57’ Brigato I 79’ Mileto |

| Arbitro: | Natta (Napoli) |

|                          |           |                    |
| Gaveglia 58’ Finessi 81’ | Marcatori | 78’ Frassinelli II |

| Arbitro: | Maglione (Agrigento) |

|                                                |           |  |
| Giglio 24’, 49’ Pazzaia 52’ Frassinelli II 81’ | Marcatori |  |

| Arbitro: | D'Angelo (Lecce) |

|            |           |                    |
| Curcio 21’ | Marcatori | 39’ Frassinelli II |

| Arbitro: | Limone (Caserta) |

|  |           |               |
|  | Marcatori | 46’ Passeggia |

| Arbitro: | De Cuia (Taranto) |

|                                  |           |  |
| Rosano 26’, 85’ Negri 42’ (aut.) | Marcatori |  |

| Arbitro: | Campana (Palermo) |

|                                                                |           |              |
| Jetto 6’ Margiotta II 7’ (aut.) Frassinelli II 32’ Calleri 84’ | Marcatori | 46’ Malfatto |

| Arbitro: | Zaza (Molfetta) |

|                      |           |  |
| Tufano 77’ Mirra 82’ | Marcatori |  |

| Arbitro: | Crapa (Taranto) |

|  |           |                       |
|  | Marcatori | 20’ Fumo 69’ Borrelli |

| Arbitro: | Magherino (San Severo) |

|                    |           |            |
| Gagliardi 71’, 76’ | Marcatori | 61’ Casale |

| Arbitro: | Sisini (Bari) |

|                                         |           |                                 |
| Castellucci 4’ Bevilacqua 27’ Spanò 56’ | Marcatori | 34’ Negri 71’ Calleri 74’ Jetto |

| Arbitro: | Campana (Palermo) |

|                           |           |           |
| Renosto 23’ Bertolini 76’ | Marcatori | 48’ Jetto |

| Arbitro: | Magherino (San Severo) |

|           |           |             |
| Giglio 5’ | Marcatori | 3’ Bonaiuti |

| Arbitro: | Cassoni (Napoli) |

|                                                            |           |  |
| Villicich 40’ Zattoni 60’ Santoni 70’, 71’ Stornaiuolo 87’ | Marcatori |  |

| Arbitro: | Sesini (Bari) |

|  |           |                             |
|  | Marcatori | 9’ (rig.) Raimondi 61’ Vanz |

| Arbitro: | Santesi (Taranto) |

|                       |           |  |
| Cirillo 54’ Bruni 70’ | Marcatori |  |

## Statistiche

### Statistiche di squadra
| Competizione | Punti | In casa | In casa | In casa | In casa | In casa | In casa | In trasferta | In trasferta | In trasferta | In trasferta | In trasferta | In trasferta | Totale | Totale | Totale | Totale | Totale | Totale | D.R. |
| Competizione | Punti | G       | V       | N       | P       | Gf      | Gs      | G            | V            | N            | P            | Gf           | Gs           | G      | V      | N      | P      | Gf     | Gs     | D.R. |
| ------------ | ----- | ------- | ------- | ------- | ------- | ------- | ------- | ------------ | ------------ | ------------ | ------------ | ------------ | ------------ | ------ | ------ | ------ | ------ | ------ | ------ | ---- |
| Promozione   | 21    | 19      | 6       | 4       | 7       | 27      | 27      | 19           | 1            | 4            | 12           | 14           | 45           | 38     | 7      | 8      | 19     | 41     | 72     | -31  |
| Totale       | 21    | 19      | 6       | 4       | 7       | 27      | 27      | 19           | 1            | 4            | 12           | 14           | 45           | 38     | 7      | 8      | 19     | 41     | 72     | -31  |

### Andamento in campionato
| Giornata  | 1 | 2 | 3 | 4 | 5 | 6 | 7 | 8 | 9 | 10 | 11 | 12 | 13 | 14 | 15 | 16 | 17 | 18 | 19 | 20 | 21 | 22 | 23 | 24 | 25 | 26 | 27 | 28 | 29 | 30 | 31 | 32 | 33 | 34 |
| --------- | - | - | - | - | - | - | - | - | - | -- | -- | -- | -- | -- | -- | -- | -- | -- | -- | -- | -- | -- | -- | -- | -- | -- | -- | -- | -- | -- | -- | -- | -- | -- |
| Luogo     | C | T | C | T | C | T | C | T | C | T  | T  | C  | C  | T  | C  | T  | C  | T  | C  | T  | C  | T  | C  | T  | C  | T  | C  | C  | T  | T  | C  | T  | C  | T  |
| Risultato | P | P | N | P | P | N | V | V | N | N  | P  | V  | P  | P  | P  | P  | V  | P  | N  | P  | V  | N  | P  | P  | V  | P  | P  | V  | N  | P  | N  | P  | P  | P  |
| Posizione |   |   |   |   |   |   |   |   |   |    |    |    |    |    |    |    |    |    |    |    |    |    |    |    |    |    |    |    |    |    |    |    |    | 14 |

Legenda:

Luogo: C = Casa; T = Trasferta. Risultato: V = Vittoria; N = Pareggio; P = Sconfitta.

### Statistiche dei giocatori
| Giocatore         | Nome     | Nome |
| Giocatore         | Presenze | Reti |
| ----------------- | -------- | ---- |
| T. Ammendola      | 12       | 0    |
| L. Barbano        | 25       | 0    |
| E. Calleri        | 17       | 3    |
| A. Colica         | 13       | 0    |
| S. Esposito       | 7        | 0    |
| G. Frassinelli II | 13       | 8    |
| U. Frassinelli I  | 18       | -44  |
| P. Gagliardi      | 17       | 7    |
| A. Giglio         | 21       | 4    |
| A. Gilbo          | 15       | 1    |
| Granata           | 3        | 0    |
| G. Jetto          | 28       | 10   |
| L. Lenzi          | 16       | 1    |
| M. Merluzzo       | 16       | 3    |
| A. Nasto          | 13       | -28  |
| G. Negri          | 23       | 1    |
| Palma             | 11       | 0    |
| Pazzaia           | 10       | 1    |
| R. Petrosino      | 28       | 0    |
| O. Re             | 30       | 0    |
| Roccati           | 3        | 0    |
| A. Salvatore      | 1        | 0    |
| R. Zanolla        | 1        | 0    |